# Rick D. Wasserman
Rick D. Wasserman, né le 10 juillet 1974, est un acteur américain spécialisé dans le doublage.

## Filmographie
- 2002 : 24 heures chrono (saison 2, épisodes 22 et 23) : Alex Hewitt
- 2003 : Las Vegas (saison 1, épisode 19) : Ben Laden
- 2003 : Washington Police (saison 4, épisodes 13 et 22) : Ethan Brody
- 2004 : Les Experts : Manhattan (saison 1, épisode 15) : Walter Lisco
- 2005 : The Closer : L.A. enquêtes prioritaires : Larry Fine (Saison 1 épisode 6)
- 2006 : Une star dans ma vie : Larry Taylor
- 2008 : Swingtown (saison 1, épisode 5) : Harry Reems
- 2008 : Dr House (saison 6, épisode 2) : Vince
- 2010 : Comme chiens et chats : La Revanche de Kitty Galore : Rocky (voix)

## Jeux vidéo
- 2011 : Saints Row: The Third : Eddie « Killbane » Pryor (voix)
- 2013 : League of Legends : Thresh (voix)
- 2010-2015 : StarCraft 2 :(StarCraft 2: Wings of Liberty , StarCraft 2: Heart of the Swarm , StarCraft 2: Legacy of the Void ): voix de Maar (Hybride) et de Amon (Xel'Naga)
- 2014 : Diablo III : voix de Imperius